# Репо, Маури
Маури Репо (фин. Mauri Repo; 31 января 1945 — 19 мая 2002) — лыжный тренер и инструктор Финского рабочего спортивного союза (ТУЛ), с 1981 по 1987 гг. занимал пост главного тренера. По образованию Репо был преподавателем физкультуры и некоторое время работал в городской управе Ювяскюля (Jyväskylä) руководителем отдела по физической культуре.
Будучи главным тренером ТУЛа, Маури Репо сыграл важную роль в обучении тренеров, а также в разработке учебно-методических пособий в области лыжных тренировок. В таких работах Репо, как «Hiihdon lajiosa» (1974), «Hiihdon lajiosa» (1979), «Nuorten hiihdon valmennusopas» (1983) ja «Hiihdon 2-tason koulutusmateriaali» (1989) впервые была представлена техника ходьбы с палками, а также описана важность подобных тренировок для подготовки лыжников. В то время Скандинавская ходьба еще не была известна в качестве отдельного вида спорта. Репо является автором более 10 спортивных пособий.